# Яросевич Роман Гнатович
Д-р Рома́н Гна́тович Яросе́вич (19 травня 1862, с. Москалівка, нині в складі міста Косів, Івано-Франківська область — 28 травня 1934, Станиславів, нині Івано-Франківськ) — український галицький лікар, педагог, громадсько-політичний діяч, дипломат. Депутат австрійського парламенту (1897-1900 рр.). Доктор філософії (1885, Відень), доктор медицини (1894, Краків). Член Українського лікарського товариства (1910 р.).

## Життєпис
Народився 19 травня 1862 р. в селі Москалівка, нині в складі міста Косів, Івано-Франківська область (тоді Косівський повіт, Коломийський округ, Королівство Галичини та Володимирії, Австрійська імперія). Батько — о. Гнат Яросевич († 1877). Дитячі роки пройшли у Бедриківцях, нині Чортківського району Тернопільської області).
Закінчив Коломийську гімназію в 1880 р., студіював теологію і філософію у Львівському (1881—1883), Віденському (1883—1885) університетах. Доктор філософії (1885, Відень). Викладав у гімназіях Коломиї (грецьку, латину, українську мови; вчитель Василя Стефаника), Кракова. В 1887—1894 рр. навчався на медичному факультеті Краківського (Ягеллонського) університету. Один із діячів «Академічної громади» українських студентів Краківського університету. Доктор медицини Краківського університету (1894 р.).
Після закінчення медичних студій працював лікарем у Борщеві (1894; або (1895—1905 р.). Посол Райхсрату Австро-Угорщини від 14 округу Борщів — Мельниця — Заліщики — Товсте — Чортків — Буданів — Гусятин — Копичинці — Теребовля — Гримайлів — Скалат — Підволочиськ у 1897—1900 рр. Під час селянського страйку 1900 р. прибув сюди, підтримав страйкарів. У Відні на зустрічі з прем'єром висунув вимогу вивести з повіту війська; з парламентської трибуни виступив на захист 22 засуджених селян.
З 1905 проживав у Станиславові, де був контрактовим лікарем-стоматологом при Дирекції залізниць (мав лікарську практику від 1908 р.). Звільнений з роботи польською владою. Член Станиславівської повітової «Просвіти». Належав до Українського лікарського товариства (з 1910). За участь у визволенні зі станиславівської в'язниці Мирослава Січинського у 1910 (1911) р. заарештований, за браком доказів випущений на волю.
У 1907 р. невдало кандидував на виборах до Райхсрату Австро-Угорщини в окрузі Бучач — Снятин.
У 1914—1917 р. проживав у Відні. Учасник Акту Злуки ЗУНР та УНР, делегат Трудового конгресу України в Києві (член комісії закордонних справ). Учасник державної наради керівництва УНР у Вінниці (лютий 1919 р.).
Член Української радикальної партії (співзасновник і провідний діяч РУРП (1890—1899 р.). Голова української фракції австрійського парламенту від радикальної партії (1897—1900 рр.). У 1898 р. разом з іншими послами австрійського парламенту підписав звернення від українського народу до цісаря (до 50-річчя вступу на престол цісаря Франца Йозефа та 50-річчя ліквідації панщини), домагаючись національної автономії та поділу Галичини на польську та українську частини з центрами у Кракові та Львові. У травні 1899 р. вийшов із складу Радикальної партії, став засновником Української соціал-демократичної партії (УСДП, від 1899 р.). Підтримував контакти з Іваном Франком, фінансував видання його творів.
Після Визвольних змагань відійшов від політики. Зі встановленням польської влади у Галичині обраний головою об'єднання лікарів Станиславівського відділу державних залізниць. 
Помер в Станиславові унаслідок важкої хвороби 28 травня 1934 року. Водночас в окремих джерелах побутує версія, що Роман Яросевич покінчив життя самогубством. Початково був похований на міському цвинтарі Станиславова (нині Меморіальний сквер). На початку 1980-х під час руйнування кладовища радянською владою могила увійшла до переліку поховань, які підлягали знищенню. Натомість Івано-Франківський міськвиконком дав дозвіл родичам Романа Яросевича на перепоховання його останків на сільському цвинтарі в Микитинцях, неподалік котрих покійний певний час мешкав.

## Вшанування пам'яті
Згідно до ухвали Івано-Франківського міськвиконкому від 10 лютого 1993 року на честь Романа Яросевича в місті було перейменовано вулицю Миколи Баумана.

## Праці
- Автор статей про українські справи у віденських часописах «Arbeiter Zeitung» та «Die Zeit». Автор статей громадсько-політичної тематики в австрійських, українських часописах[3].
- Jarosiewicz R. Über das Euchologium SinaiticumÜber das Euchologium Sinaiticum (Bericht des Real-gymn. in Kolomyja) / Roman Jarosiewicz. Kolomea 1888.
- Oblak V. Dr. Roman Jarosiewicz, Über das Euchologium Sinaiticum. Kolomea 1888. 8о, 40. Prokop Lang, Jazykovmeckij rozbor Euchologia Sinajskeho. V Pribrami 1888. 8о, 53. / Vatroslav Oblak // Ljubljanski zvon. 1889. Št. 2. Str. 114-118. = Oblak V. Euchologium Sinaiticum, von Dr. Roman Jarosiewicz undProkop Lang / Archiv für slavische philologie. 1888. Vol. 14. S.590-592.